# Сент-Женевьев-де-Буа (Эсон)
Сент-Женевьев-де-Буа (фр. Sainte-Geneviève-des-Bois) — город и коммуна на севере центральной части Франции, в департаменте Эссонна, регион Иль-де-Франс. Население 32 тыс. человек (1999).
С 1927 года в городе существует основанный В. К. Мещерской дом престарелых, изначально предназначавшийся для эмигрантов «первой волны» из России — «Русский дом».

## География
Город расположен в 23 км к югу от Парижа.
Из столицы до Сент-Женевьев-де-Буа можно добраться на электричке (RER) направления C4 или С6 (5-я зона).

## Достопримечательности
- Грот;
- Парк с животными;
- Донжон старинного замка;
- Расположенное неподалёку кладбище, где похоронено множество эмигрантов из России.